# Pterocles bicinctus
Pterocles bicinctus е вид птица от семейство Пустинаркови (Pteroclidae).

## Разпространение
Видът е разпространен в Ангола, Ботсвана, Замбия, Зимбабве, Малави, Мозамбик, Намибия и Южна Африка.